# Vachoniolus gallagheri
Espèce
Vachoniolus gallagheri est une espèce de scorpions de la famille des Buthidae.

## Distribution
Cette espèce est endémique d'Oman. Elle se rencontre de 100 à 420 m d'altitude dans la plaine au sud des monts Hajar.

## Habitat
C'est un scorpion psammophile.

## Description
Le mâle holotype mesure 49,30 mm et la femelle paratype 47,00 mm.

## Étymologie
Cette espèce est nommée en l'honneur de Michael D. Gallagher.

## Publication originale
- Lowe, 2010 : « The genus Vachoniolus (Scorpiones: Buthidae) in Oman. » Euscorpius , no 100, p. 1-37 (texte intégral).